# Алепотрипа
Алепотрипа (греч. Αλεπότρυπα) — пещера в Греции, археологический памятник на полуострове Мани на Пелопоннесе. Помимо того, что здесь жили ранние земледельцы, это место использовалось для погребения и культовых целей. Археологические данные свидетельствуют о том, что это одно из крупнейших неолитических захоронений, когда-либо найденных в Европе. На месте захоронения, датируемого 4 тысячелетием до н. э., были обнаружены два взрослых человеческих скелета, а также останки ещё по меньшей мере 170 людей.
Археологи не уверены в значимости микенского оссуария, который датируется II тысячелетием до н. э. и, по-видимому, был перезахоронен в Алепотрипе. Хотя прямых доказательств нет, вполне возможно, что оссуарий может связывать Алепотрипу с Тенароном, который в классической мифологии считался входом в царство Аида.

## Общие сведения
Пещера Алепотрипа (греч. Αλεπότρυπα, буквально означает «лисья нора», очень распространённое слово для описания пещеры, где живёт лиса) — одна из пещер Диру, расположенных на полуострове Мани на Пелопоннесе. Полуостров Мани в основном состоит из мезозойских карбонатных пород, таких как известняк, которые разрушаются в результате гидрогеологических условий на полуострове и образуют карстовые пещеры, такие как Алепотрипа. Изучение сталагмитов пещеры дало информацию о деятельности человека в ней и изменениях климата. Изучая изменения рассеянных элементов, Мейган Бойд смогла найти доказательства определённой человеческой деятельности в пещере, например, сжигания навоза животных. Ей также удалось подтвердить и датировать несколько периодов засухи.
Помимо того, что это одно из самых ранних известных поселений в южной части Лаконии на Пелопоннесе, пещера Алепотрипа также является одним из крупнейших неолитических захоронений в Европе. Захоронения в пещере датируются периодом между 6000 и 3200 гг. до н. э.; археологи обнаружили кости, принадлежащие по меньшей мере 170 разным людям. На месте раскопок были найдены два взрослых человеческих скелета, датируемые IV тысячелетием до н. э., а также микенский оссуарий, который, по мнению археологов, датируется II тысячелетием до н. э.
Поселение было заброшено около 3200 г. до н. э. после того, как катастрофическое землетрясение нанесло значительный ущерб и заблокировало вход в пещеру. Находки из пещеры хорошо сохранились благодаря закрытому входу в неё и отсутствию человеческой деятельности в этом районе. В 1958—1970 годах объекту угрожали частные строительные работы, однако Министерство культуры Греции запретило «туристическую эксплуатацию» пещеры. Раскопки под руководством Йоргоса Папатанасопулоса начались в 1970 году, но были отложены до 1978 года из-за политических осложнений в Греции. Раскопки на этом месте проводились в период с 1978 по 2005 год, после чего проект был в значительной степени приостановлен из-за отсутствия финансирования. В 2010 году дан старт проекту Дирос с целью проведения регионального исследования, а команда, проводившая раскопки Алепотрипы, начала готовить свои выводы к публикации. В самой пещере были найдены материалы позднего неолита, но по состоянию на 2013 год группа исследователей обнаружила материалы, датируемые финальным неолитом, только на близлежащих открытых площадках.

## Археология
В эпоху неолита сама пещера служила местом захоронения, а земледельцы населяли большую деревню за пределами пещеры. На основании доказательств, найденных на месте раскопок, археологи полагают, что ранние земледельцы, населявшие эту территорию, питались в основном ячменем и пшеницей, и предполагают, что несмертельные травмы головы, обнаруженные на черепах, могут указывать на жестокие столкновения. На этом месте представлены первичные захоронения, захоронения посредством кремации и вторичные захоронения, а также оно использовалось в качестве убежища и хранилища. Также были найдены доказательства культовой практики, в том числе голова мраморного идола сталагмитового типа.
Другие находки, обнаруженные в ходе раскопок, включают камень эпохи позднего неолита, керамику и глиняные сосуды, украшения и оружие. Были найдены расписная и резная керамика, бусины из ракушек, каменные топоры и целый кремневый наконечник стрелы, а также лезвия и отщепы милосского обсидиана. Серебряные украшения, найденные на этом месте, свидетельствуют о том, что этот район был богатым, поскольку серебро было чрезвычайно редким в бронзовом веке и неолитической Европе. На месте раскопок Алепотрипы также был найден редкий ранний медный топор, который, по мнению учёных, можно датировать периодом финального неолита. Пол Картледж пишет, что «на Пелопоннесе, по-видимому, не было переходной энеолитической фазы», и добавляет, что медные орудия, найденные в пещере Алепотрипа, «обеспечивают удобный переход» к раннеэлладской эпохе.

## Связь с Аидом
Мифологическая традиция гласит, что в близлежащем Тенароне находился вход в подземное царство греческого бога смерти Аида, и археологи, работающие на раскопках, полагают, что культурная память о месте захоронения в Алепотрипе могла быть связана с Тенароном ещё в классический период. Археологи предположили, что более поздний микенский оссуарий, датируемый 1300 г. до н. э., возможно, был перенесён на это место для перезахоронения в конце бронзового века. Одним из возможных объяснений, предложенных ведущим археологом Йоргосом Папатанасопулосом, является то, что люди, населявшие это место, переняли культурную память о подземном царстве, где хоронили мёртвых. Анастасия Папатанасиу, соруководитель раскопок Диру, добавила, что «прямых доказательств нет, но мы не можем исключать такую возможность».